# John Rolfe

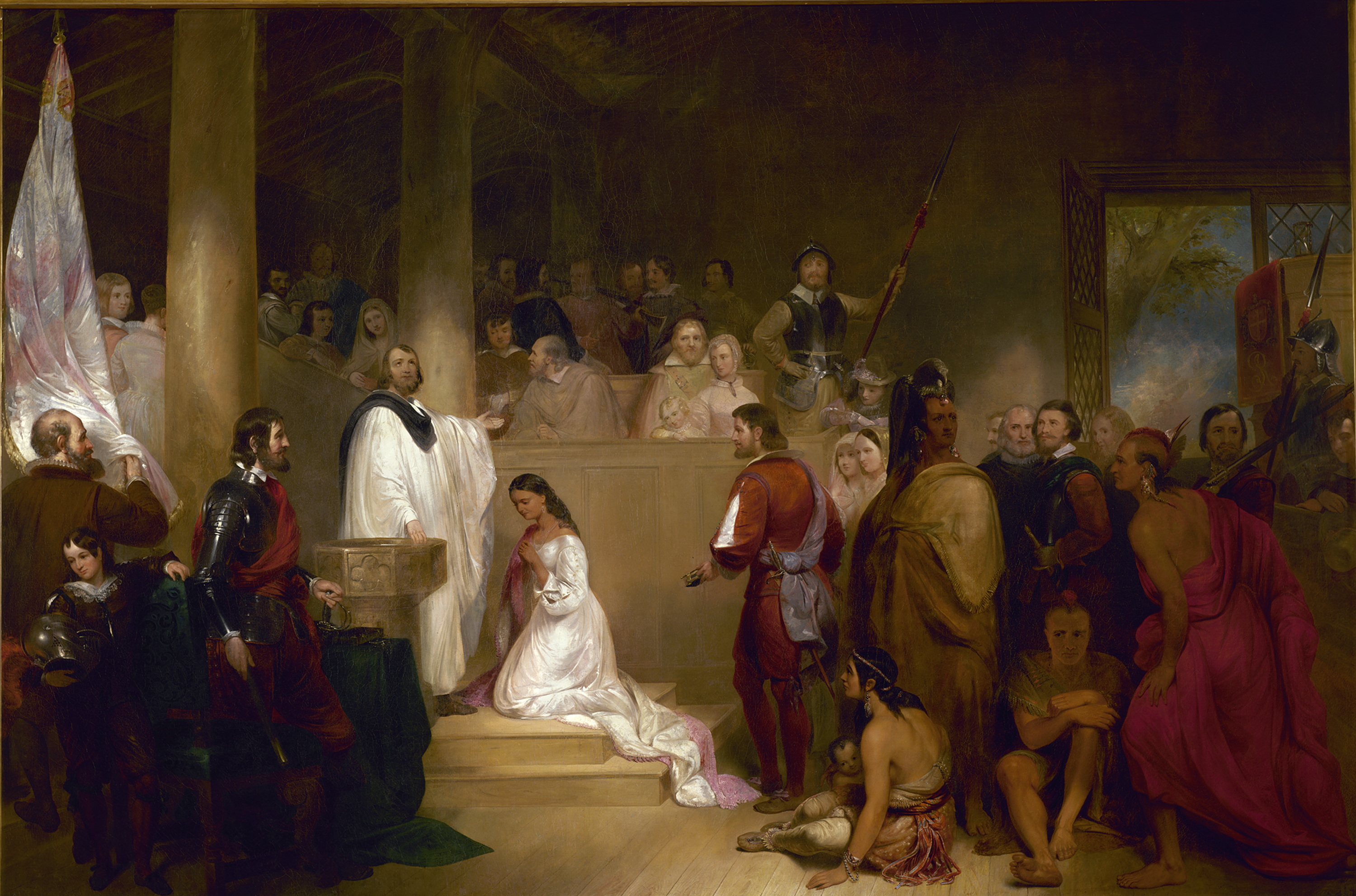
Rolfe (à direita, de pé atrás de Pocahontas) como retratado em O Batismo de Pocahontas, 1840, de John Gadsby Chapman.

John Rolfe (Heacham, Condado de Norfolk, 1585 — Bermuda Hundred, 1622) foi um explorador britânico, e um dos primeiros colonizadores do atual estado da Virgínia, nos Estados Unidos da América.
Ao conhecer Pocahontas, filha do líder indígena Powatan, apaixonou-se por ela, e casaram-se em 1614. Pelo fato de a noiva ser nativa americana, ele teve de escrever uma carta ao rei pedindo permissão para casar-se. Pocahontas, então, se converteu ao Cristianismo e adotou o nome de Rebecca. Thomas Rolfe, seu filho, nasceu 30 de janeiro de 1615.
Pocahontas e Rolfe viajaram com o bebê para a Inglaterra, em 1616, e Pocahontas foi muito bem recebida. Entretanto, quando se preparavam para retornar à Virgínia, Pocahontas adoeceu e morreu. O filho deles ficou na Inglaterra, enquanto o pai retornou à colônia.
Em 1619, Rolfe casou com Jane Pierce, e tiveram uma filha, Elizabeth, em 1620. Elizabeth morreu em 1635, aos 15 anos de idade.
John Rolfe passou a viver em Bermuda Hundred, e morreu subitamente em 1622. Thomas Rolfe, o filho de Pocahontas e John Rolfe, mais tarde voltou a viver na Virgínia, e casou com uma inglesa da colônia, dando início à primeira família da Virgínia com raízes tanto inglesas como nativas.